# Carlton Automotive
Carlton Automotive ist ein ehemaliger britischer Hersteller von Automobilbausätzen. Das Unternehmen produzierte von 1985 bis 1994 etwa 550 Bausätze für SUV-artige Fahrzeuge und Sportwagen. Heute fertigt Carlton Tuningartikel.

## Unternehmensgeschichte
Carlton Automotive wurde von dem Ingenieur Stuart Allatt gegründet. Sitz des Unternehmens ist die Gemeinde Royston in Barnsley. Auslöser für Allats Entscheidung, selbst Bausatzfahrzeuge anzubieten, war der Erfolg des Dutton Sierra, eines viersitzigen Geländewagens von Dutton Cars, der als eines der ersten SUV gilt. Allatt hielt die Konstruktion des Sierra allerdings im Detail für nicht ausgereift; sein Ziel war es, ein Fahrzeug im Geländewagenstil mit hoher Praktikabilität anzubieten. Als Ergebnis dieser Überlegungen entstand der Calton Commando, der zwei Jahre später um den Sportwagen Carrera ergänzt wurde. Beide Modelle zeichneten sich dadurch aus, dass sie nur ein einziges Spenderfahrzeug benötigten. 1994 beendete Allett die Produktion von Bausatzfahrzeugen. Seitdem beschäftigt sich das Unternehmen mit der Herstellung von Automobilzubehör wie Spoilern, Schürzen und ähnlichem.

## Modelle

### Commando
Der Carlton Commando war ein zweitüriges Nutzfahrzeug, das als Pick-up konstruiert war. Über der Ladefläche konnte ein großes Hardtop installiert werden, sodass aus dem Wagen ein viersitziger Kombi wurde. Der Commando basierte auf einem groß dimensionierten Rohrrahmen aus Stahl. Die Karosserie bestand aus glasfaserverstärktem Kunststoff (GFK). Der Commando verwendete die mechanischen Komponenten und die Antriebstechnik vom Ford Cortina der Serien 3, 4 oder 5 (1970 bis 1982); von ihm wurden auch die Türen und die Verglasung (Windschutzscheibe und Seitenfenster) verwendet. Die einzige Modifikation der Ford-Komponenten betraf die Lenksäule, die geringfügig verlängert werden musste. Der Basispreis für einen Bausatz betrug bei seiner Einführung 1.650 £, eine „De Luxe“-Version wurde für 2.099 £ angeboten. 
Auf Wunsch konnte der Commander mit drei Achsen und sechs Rädern versehen werden.
Der Commander wurde von 1985 bis 1994 produziert; insgesamt entstanden etwa 400 Exemplare des Fahrzeugs.

### Carrera
Der Carlton Carrera war ein zweitüriger Sportwagen, dessen Design als eine Mischung aus Ford Capri und Nissan 260Z beschrieben wurde. Auch hier bestand die Karosserie aus GFK, und die mechanischen Komponenten kamen wiederum vom Ford Cortina. Anfänglich verwendete der Carrera Vierzylindermotoren von Ford; später konnten auch Achtzylindermotoren von Rover und Zwölfzylindermotoren von Jaguar eingebaut werden. In den 1990er-Jahren war außerdem ein Cabriolet auf Carrera-Basis verfügbar. Die Preise für einen Bausatz lagen zwischen 1.999 £ für die Cortina- und 2.299 £ für die Jaguar-Version, wobei das Cabriolet jeweils 600 £ teurer war. Von 1985 bis 1994 entstanden etwa 155 Exemplare des Carrera.

### Ace
Ein als Carlton Ace bezeichneter Sportwagen war der Nachbau eines Roadsters von Turner. Einzelne fahrbereite Exemplare des Ace sind existent; der Produktionsumfang ist allerdings unklar.

### C400
Der Carlton C400 war ein Nachbau des De Tomaso Pantera, konzipiert für die Verwendung der Mechanik des Ford Granada und des Achtzylindermotors von Rover. Eine Serienfertigung kam nicht zustande. Es blieb bei einem Prototyp, bei dem zweifelhaft ist, ob er in einen fahrbereiten Zustand gebracht wurde.